# نوکاردیوز
نوکاردیوز به بیماری ایجاد شده با باکتری نوکاردیا گفته می‌شود. این بیماری می‌تواند ریه (نوکاردیوز ریوی) یا کل بدن (نوکاردیوز سیستمیک) را مبتلا کند. شایع‌ترین عوامل آن نوکاردیا آستروئیدس و نوکاردیا برازیلینسیس می‌باشد. این بیماری بیشتر در مردان بالغ به خصوص افراد دارای نقص ایمنی شایع است. در بیماران مبتلا به نوکاردیوز مغزی، میزان مرگ و میر تا ۸۰٪ می‌رسد. در سایر اشکال بیماری، میزان مرگ و میر حتی درصورت درمان مناسب تا ۵۰٪ می‌رسد.
نوکاردیوز از جمله بیماری‌هایی است که آن‌ها مقلد بزرگ را مقلد بزرگ می‌نامند. نوکاردیوز پوستی در افراد دارای سیستم ایمنی سالم رخ می‌دهد.
فاکتور مستعد کننده در میزبان اختلال عملکرد ایمنی سلولی است، هر چند بسیاری از افراد آلوده به نوکاردیا نقص ایمنی مشخصی ندارند. البته دوره عفونت در میزبان با نقص ایمنی شدید تر و طولانی‌تر از بیماران با ایمنی سلولی نرمال می‌باشد.

## تظاهرات بالینی
شایع‌ترین تظاهر نوکاردیوزیس بیماری ریوی است که باعث تعریق، تب، سرفه، بی اشتهایی، کاهش وزن، تنگی نفس و درد پلورتیک قفسه سینه می‌شود. در افرادی که دارای نقص ایمنی هستند نوکاردیا می‌تواند سبب عفونت ریوی مهاجم شده و از طریق خون منتشر شود. مغز، قلب، غدد لنفاوی و چشم نیز می‌توانند درگیر شوند. شایع‌ترین محل‌های درگیر در عفونت منتشر به ترتیب مغز، پوست، کلیه، کبد و غدد لنفاوی هستند. انتشار خونی درگیرکننده در ۳۰٪ بیماران به صورت آبسه منفرد یا متعدد رخ CNS می‌دهد.

## تشخیص
چون اسمیر و کشت‌ها همزمان فقط در ۱۳٪ موارد مثبت هستند، نمونه‌های متعددی برای کشت باید گرفته شوند. آزمایش میکروسکوپی مستقیم نمونه‌ها با رنگ آمیزی گرم بیشترین اهمیت را در تشخیص دارند. محیط‌های کشت مورد استفاده sheep blood agarو Potato dextrose ,sabouraud dextrose agar ,chocolate agarمی‌باشند. تست‌های مولکولی مانند (PCR-restriction enzyme pattern analysis) یا (PRA) برای تشخیص صحیح گونه‌ها لازمند.

## درمان
حداقل شش ماه درمان لازم است. کوتریموکسازول، سولفانامیدها، اریترومایسین و آمپی سیلین و سفکسیم 400 مفیدند.